# RS Змееносца
RS Змееносца (лат. RS Ophiuchi) — повторная новая в созвездии Змееносца. Находится на расстоянии около 5000 св. лет от Солнца. Взрывы наблюдались в 1898, 1933, 1958, 1967, 1985, 2006 и 2021 годах и достигали яркости 5 звёздной величины.

## Характеристики
RS Змееносца представляет собой двойную систему, состоящую из красного гиганта и белого карлика. Приблизительно каждые 20 лет происходит катаклизм: белый карлик имеет аккреционный диск, в который постепенно вовлекается вещество из атмосферы гиганта; после накопления достаточной массы звёздное вещество падает на поверхность белого карлика, что производит колоссальный взрыв, называемый астрономами вспышкой новой. В это время светимость RS Змееносца превышает светимость Солнца в 100 тысяч раз. В период между вспышками система имеет звёздную величину 12,5m.

## Вспышки новой

### 1898
В 1898 году новую фактически не зарегистрировали. Лишь спустя несколько лет, в 1904, изучая снимки спектров новоподобных звёзд, Вильямина Флеминг обнаружила вспышку RS Змееносца. Открытие было подтверждено Эдуардом Пикерингом в 1905, а Энни Джамп Кэннон определила, что максимума яркости звезда достигла в 1898 году.

### 1907
Хотя в 1907 году саму вспышку никто не наблюдал, анализ измерения падения яркости звезды на основе архивных наблюдений свидетельствует, что RS Змееносца подвергался взрыву в начале 1907 года.

### 1933
Повторную вспышку новой зарегистрировала Эппе Лорета, астроном из Болоньи, Италия. Два дня спустя независимое открытие новой сделал Лесли Пелтье, проводя очередную проверку наблюдений переменных.

### 1958
В этом году первым вспышку RS Змееносца наблюдал Сайрус Фернальд с помощью обсерватории в Лонгвуде, штат Флорида, США. В ежемесячном отчёте за июль 1958 года, содержащем 345 наблюдений, он так описал это событие:

Интересно было наблюдать за изменением цвета звезды при её угасании. В первую ночь она была красновато-жёлтой, затем желтовато-красной и т. д. При последнем наблюдении она была столь красной звездой, какую я никогда в своей жизни не видел. Оригинальный текст
It was interesting to watch the change in color as the star faded. It was reddish-yellow the first night, then yellowish-red, and so on. The last observation was the reddest star that I have ever seen.
 
Тёмно-красный (малиновый) цвет, о котором говорил Фернальд, наблюдался в линиях водорода в течение нескольких дней после вспышки.

### 1967
27 октября независимо друг от друга очередную вспышку зарегистрировали тот же Сайрус Фернальд и Макс Бейер (Гамбург, Германия). Это событие вызвало удивление исследователей, поскольку нарушало 20-летнюю цикличность (с момента прошлой вспышки прошло всего 9 лет). За два дня звезда достигла звёздной величины 6m.

### 1985
Вспышка 1985 года наблюдалась астрономами более детально: впервые взрыв RS Змееносца был исследован в рентгеновском, ультрафиолетовом, инфракрасном, видимом и радиодиапазонах. Это позволило учёным лучше понять механизмы взрыва в этой системе. Первый зарегистрировал вспышку Уоррен Моррисон.

### 2006
12 февраля вспышку можно было наблюдать невооружённым глазом, её блеск достиг звёздной величины 4,5m. С помощью рентгеновского телескопа стали ясны более подробные детали взрыва. Оказалось, что температура вспышки превышала температуру ядра нашего Солнца в шесть раз, а сила ударной волны был такова, что звёздное вещество было отброшено на расстояние 30 астрономических единиц всего лишь за месяц. Более того, вещество разлеталось по системе неравномерно, что может объясняться присутствием третьего массивного объекта в
RS Змееносца.

### 2021
9 августа 2021 года около 03:00 (UT) Keith Geary из Ирландии визуально обнаружил вспышку RS Змееносца с блеском +4.77V.